# Butrymauka
Butrymauka (biał. Бутрымаўка; ros. Бутримовка) – wieś na Białorusi, w obwodzie mohylewskim, w rejonie mohylewskim, w sielsowiecie Bujniczy.